# František Fadrhonc
František Fadrhonc (ur. 18 grudnia 1914 w Nymburku, zm. 9 października 1981 w Nikozji) – czeski trener piłkarski.

## Kariera
Fadrhonc karierę rozpoczynał w 1949 roku jako trener holenderskiego Willem II Tilburg. W 1952 roku, a także w 1955 roku, zdobył z nim mistrzostwo Holandii. Następnie prowadził SC Enschede. W 1958 roku wywalczył z nim wicemistrzostwo kraju. Od 1962 roku trenował Go Ahead Eagles, z którym w kolejnym sezonie awansował z Eerste divisie do Eredivisie. W 1965 roku dotarł z nim natomiast do finału Pucharu Holandii, w którym jego zespół uległ 0:1 Feyenoordowi.
1 czerwca 1970 roku Fadrhonc został selekcjonerem reprezentacji Holandii. Po raz pierwszy poprowadził ją 11 października 1970 roku w zremisowanym meczu eliminacji Mistrzostw Europy 1972 z Jugosławią (1:1). Drużynę Holandii prowadził łącznie w 20 spotkaniach – 13 wygranych, 4 zremisowanych i 3 przegranych.
We wrześniu 1974 roku został szkoleniowcem greckiego AEK Ateny. W 1975 i 1976 roku, Fadrhonc wywalczył z klubem wicemistrzostwo Grecji. Jego następnym zespołem był Panachaiki GE, który trenował w latach 1978–1979. Ostatnim klubem Fadrhonca było cypryjskie Keravnos Strovolos. Zmarł 9 października 1981 w Nikozji, a pochowany został 17 października 1981 w Goirle. Od 1966 posiadał holenderskie obywatelstwo.